# Leif Hartwig
Leif Hartwig (født 9. november 1942 i Odense) er en tidligere dansk fodboldspiller og Cand. Techn.
Leif Hartwig var højre half på de B 1909-hold som blev Danmarksmester 1964 og spillede i perioden 1961-1970 for klubben. 
Han debuterede på landsholdet 1964 mod Norge i Idrætsparken, en kamp som Danmark vandt 2-0. Han spillede sin sidste landskamp 1966 mod Holland på de Kuip i Rotterdam. Han opnåede 24 landskampe, scorede ingen mål, men var anfører i en kamp, den mod England 1966.